# Eudonia franciscalis
Eudonia franciscalis là một loài bướm đêm trong họ Crambidae.